# Parallocampa paupercula
Parallocampa paupercula är en urinsektsart som beskrevs av Filippo Silvestri 1933. Parallocampa paupercula ingår i släktet Parallocampa och familjen Campodeidae. Inga underarter finns listade i Catalogue of Life.